# Cakaudrove

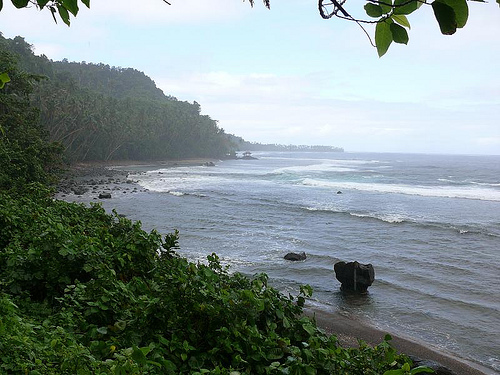
Une plage de Taveuni, dans la province du Cakaudrove

Cakaudrove est l'une des quatorze provinces des Fidji et l'une des trois basées principalement sur l'île de Vanua Levu. En effet, la province occupe le tiers sud-est de l'île et comprend aussi les îles avoisinantes Taveuni, Rabi et Kioa.